# 普拉滕格拉本河

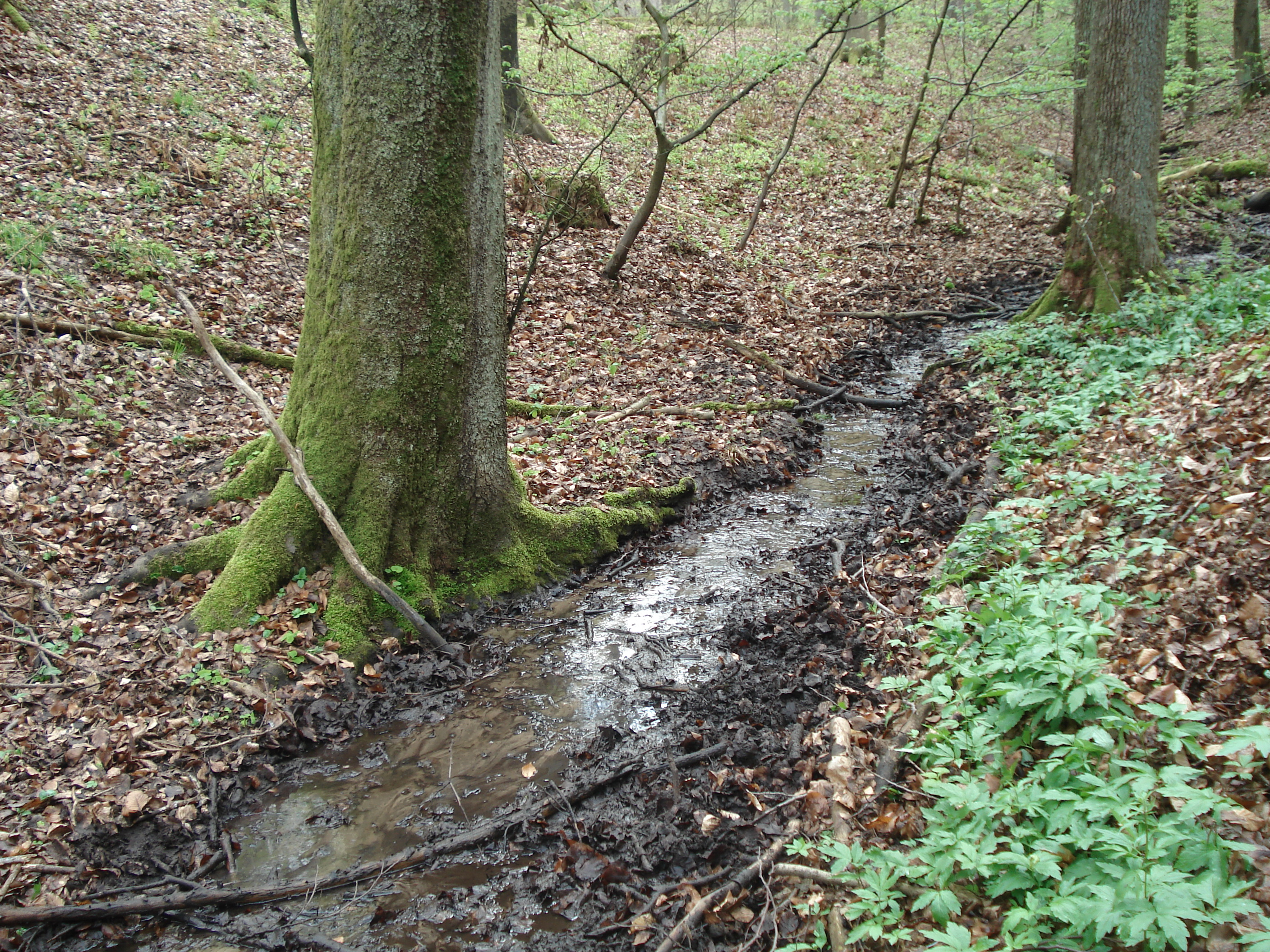

50°2′11.92″N 9°4′3.11″E / 50.0366444°N 9.0675306°E
普拉滕格拉本河（德語：Plattengraben），是德國的河流，位於該國東南部，由巴伐利亞負責管轄，屬於哈格拉本河的右支流，河道全長1.5公里，流域面積0.5平方公里。